# Pari (distrito de São Paulo)
Pari es un distrito situado en la zona central de la ciudad de São Paulo, Brasil, administrado por la subprefectura de Mooca. Se localiza próximo al centro histórico de la capital del Estado de São Paulo. A pesar de su posición geográfica, pertenecía a la región administrativa conocida como Zona Sudeste de São Paulo, puesto que el barrio integra la subprefectura de Mooca.

## Distritos limítrofes
- Santana y Vila Guilherme (norte).
- Belém (este)
- Brás (sur).
- Bom Retiro (oeste).